# Manizha Bakhtari
Pour les articles homonymes, voir Manija.
Manizha Bakhtari (en persan : منیژه باختری) est une diplomate, auteure et journaliste afghane. Elle est actuellement ambassadrice d'Afghanistan en Autriche. Elle était l'ancienne ambassadrice d'Afghanistan dans les pays nordiques (Norvège, Suède, Danemark, Islande et Finlande). Bakhtari était auparavant chef de cabinet du ministère afghan des Affaires étrangères et chargé de cours à temps partiel à l'Université de Kaboul.

## Vie et éducation
Bakhtari est la fille du poète afghan Wasef Bakhtari . Bakhtari est titulaire d'un baccalauréat en journalisme et d'une maîtrise en langue et littérature persanes de l'Université de Kaboul. En 2002, elle a été accréditée comme chargée de cours à la Faculté de journalisme de l'université de Kaboul.

## Travail
Avant ses fonctions diplomatiques, Bakhtari a travaillé avec le Centre de coopération pour l'Afghanistan (CCA), une organisation non gouvernementale. Elle est l'auteur de deux livres journalistiques : The interesting World of News et Ethics and Law in Journalism, qui sont actuellement utilisés comme manuels à la Faculté de journalisme de l'Université de Kaboul. Elle est l'auteur d' Angabin Neshkhand wa Sharang Noshkhand, un livre sur l'histoire contemporaine du genre satirique en Afghanistan. Elle a publié un recueil d'histoires intitulé Three Angels, mettant en lumière les défis des femmes afghanes. Elle a été rédactrice en chef du Parnian Magazine (un magazine trimestriel culturel et littéraire).

## Vie privée
Bakhtari est marié à Naser Hotaki, un homme d'affaires et dirigeant sportif afghan. Ils ont quatre enfants ensemble : Mariam Hotaki, Mustafa Hotaki, Nosheen Hotaki et Parnian Hotaki.